# Rodrigo José de Meneses e Castro
Rodrigo José de Meneses e Castro foi um administrador colonial português.
Foi governador da Capitania da Bahia entre 6 de janeiro de 1784 e 18 de abril de 1788.